# Rachid Guernaoui
Rachid Guernaoui (1972) is een Nederlands-Marokkaans politicus. Van juni 2018 tot oktober 2019 was hij wethouder in de gemeente Den Haag.

## Loopbaan
Guernaoui werd geboren in Marokko en groeide op in Enschede. Hij ging van de Mavo naar de universiteit en studeerde rechten aan de Universiteit Utrecht. Nadat hij werkzaam was op een advocatenkantoor in Enschede, verhuisde Guernaoui in 2000 naar Den Haag waar hij rijkstrainee werd op een ministerie. Hij was voorzitter van stichting FUTUR, een netwerkorganisatie voor jonge ambtenaren.
Guernaoui werd lid van D66 en werd in 2008 verkozen in de gemeenteraad van Den Haag. Tussen 2010 en 2014 was Guernaoui fractievoorzitter. Nadat hij zich gepasseerd voelde bij de opvolging van wethouder Ingrid van Engelshoven, die naar de Tweede Kamer ging, maakte Guernaoui in 2017 de overstap naar de partij van Richard de Mos. Hij bleef voorzitter van het presidium, dagelijks bestuur, van de gemeenteraad en hij was voorzitter van de vertrouwenscommissie die Pauline Krikke selecteerde als opvolger van burgemeester Jozias van Aartsen. In juni 2018 werd Guernaoui wethouder Financiën, Integratie en Stadsdelen namens de Groep de Mos/Hart voor Den Haag.
Op 1 oktober 2019 deed de Rijksrecherche huiszoeking in de kantoren van de Groep de Mos/Hart voor Den Haag in verband met verdenking van corruptie bij het verlenen van nachtvergunningen. Hierop trad Guernaoui, samen met partijgenoot De Mos, tijdelijk terug als wethouder. De kwestie leidde er uiteindelijk toe dat het Haagse college een dag later ten val kwam. Op 2 oktober 2019 nam de gemeenteraad tevens een motie van wantrouwen aan tegen de teruggetreden wethouders. Guernaoui ontkent alle beschuldigingen. Op 16 oktober namen beiden formeel ontslag als wethouder.
Sinds 1 november 2020 is Guernaoui projectleider Vernieuwing DigiInkoop op het ministerie van Binnenlandse Zaken en Koninkrijksrelaties.